# Deckerella
Deckerella es un género de foraminífero bentónico de la familia Palaeotextulariidae, de la superfamilia Palaeotextularioidea, del suborden Fusulinina y del orden Fusulinida. Su especie tipo es Deckerella clavata. Su rango cronoestratigráfico abarca desde el Viseense (Carbonífero inferior) hasta el Pennsylvaniense (Carbonífero superior).

## Discusión
Clasificaciones más recientes incluyen Deckerella en el orden Endothyrida, de la subclase Fusulinana y de la clase Fusulinata.

## Clasificación
Deckerella incluye a las siguientes especies:
- Deckerella clavata †
- Deckerella composita †
- Deckerella concisa †
- Deckerella cylindrica †
- Deckerella delicatula †
- Deckerella disjuncta †
- Deckerella dvinensis †
- Deckerella goessi †
- Deckerella gracilis †
- Deckerella laheei †
- Deckerella meidigouensis †
- Deckerella mjachkovensis †
- Deckerella quadrata †
- Deckerella rara †
- Deckerella robusta †
- Deckerella subcylindrica †
- Deckerella tenuissima †